# Zentralamerika- und Karibikspiele 1946
Die 5. Zentralamerika- und Karibikspiele fanden vom 8. bis 28. Dezember 1946 in Barranquilla, Kolumbien, statt. Kuba war die erfolgreichste Nation mit 29 Goldmedaillen vor Mexiko mit 26 Goldmedaillen.

## Teilnehmende Nationen
13 Länder mit insgesamt 1540 Athleten nahmen an den Zentralamerika- und Karibikspielen teil. Darunter befanden sich drei Debütanten: Trinidad und Tobago, das Gebiet von Curaçao (die späteren Niederländischen Antillen) und die Dominikanische Republik.
| - Costa Rica - Curaçao - Dominikanische Republik - El Salvador - Guatemala | - Jamaika - Kolumbien - Kuba - Mexiko | - Panama - Puerto Rico - Trinidad und Tobago - Venezuela |

## Sportarten
Bei den Zentralamerika- und Karibikspielen waren 19 Sportarten im Programm.
| - Baseball - Basketball - Boxen - Fechten - Fußball - Gewichtheben - Golf | - Leichtathletik - Pelota - Radsport - Ringen - Schießen - Schwimmen | - Softball - Tennis - Turnen - Volleyball - Wasserball - Wasserspringen |

Fett markierte Links führen zu den detaillierten Ergebnissen der Spiele

## Medaillenspiegel
| Platz | Land                    | Gold | Silber | Bronze | Gesamt |
| ----- | ----------------------- | ---- | ------ | ------ | ------ |
| 01    | Kuba                    | 29   | 26     | 23     | 78     |
| 02    | Mexiko                  | 26   | 22     | 28     | 76     |
| 03    | Panama                  | 13   | 17     | 10     | 40     |
| 04    | Puerto Rico             | 9    | 8      | 7      | 24     |
| 05    | Jamaika                 | 6    | 11     | 9      | 26     |
| 06    | Kolumbien               | 5    | 8      | 3      | 16     |
| 07    | Trinidad und Tobago     | 4    | 3      | 5      | 12     |
| 08    | Dominikanische Republik | 4    | 2      | 1      | 7      |
| 09    | Venezuela               | 3    | 3      | 5      | 11     |
| 10    | Curaçao                 | 3    | 1      | 2      | 6      |
| 11    | Guatemala               | 2    | 3      | 3      | 8      |
| 12    | Costa Rica              | 2    | —      | 1      | 3      |
| 13    | El Salvador             | 1    | 3      | 3      | 7      |